# Hirsutella aphidis
Hirsutella aphidis är en svampart som beskrevs av Petch 1936. Hirsutella aphidis ingår i släktet Hirsutella och familjen Ophiocordycipitaceae.   Inga underarter finns listade i Catalogue of Life.